# Primera A 2023 (Liga Catamarqueña de Fútbol)
La temporada 2023 de la Primera A de la Liga Catamarqueña de Fútbol fue la número 105 en completarse.
Esta edición estuvo integrada por tres torneos con sus respectivos campeones, otorgando sendas plazas al Torneo Regional Federal Amateur 2023-24 y dos cupos al Torneo Provincial. A los 11 equipos del campeonato del año anterior se le sumó San Isidro de Nueva Coneta en lugar del descendido Rivadavia de Huillapima.

## Formato
La temporada 2023 está conformada por 3 campeonatos, en el primero participaron 12 equipos pertenecientes a la Primera A de la Liga Catamarqueña de Fútbol, en el Petit participaron 8, mientras que en el Clausura participaron los 21 equipos afiliados:
Torneo Apertura:
- Los 12 equipos jugarán 11 partidos cada uno a lo largo de 11 fechas, en una sola rueda, bajo el sistema de todos contra todos. En este torneo se usará el sistema de puntos, de acuerdo a la reglamentación de la Internacional F. A. Board, asignándose tres puntos al equipo que resulte ganador, un punto a cada uno en caso de empate y cero puntos al perdedor.
- El club que resulte campeón clasificará al Torneo Regional Federal Amateur 2023-24, mientras que los equipos ubicados del 2.º al 9.º lugar clasificarán al Petit Torneo.
- En la zona baja de la tabla, el equipo ubicado en la 11.ª posición deberá disputar la Promoción frente al ganador del Petit Torneo de Primera B, mientras que el equipo ubicado en el último puesto perderá la categoría de forma directa.
- El orden de clasificación de los equipos, se determinará en una tabla de cómputo general, de la siguiente manera:

- El orden de clasificación de los equipos, se determinará en una tabla de cómputo general, de la siguiente manera:
  - 1) Mayor cantidad de puntos.
  - 2) Mejor performance en los partidos que se enfrentaron entre sí; en caso de igualdad;
  - 3) Mayor diferencia de goles; en caso de igualdad;
  - 4) Mayor cantidad de goles a favor; en caso de igualdad;
  - 5) Sorteo.
- En caso de que la igualdad, sea de más de dos equipos, esta se dejará reducida a dos clubes, de acuerdo al orden de clasificación de los equipos determinado anteriormente.

Petit Torneo:
- Lo jugarán los 8 equipos clasificados del 2º al 9º lugar de la tabla de posiciones. Se desarrollará mediante el sistema de eliminación directa, a un solo partido. En caso de persistir la igualdad en los 90' de juego, clasificará el equipo mejor ubicado en la tabla de posiciones.

- El equipo ganador se adjudicará el derecho a participar en el Torneo Regional Federal Amateur.

Torneo Clausura:
- Primera fase
  - Llamada fase de zonas. Los equipos fueron confeccionados por cercanía geográfica y se dividieron en tres zonas de 5 equipos y una de 6 equipos, donde juegan a dos ruedas por el sistema de todos contra todos. En este torneo se usará el sistema de puntos, de acuerdo a la reglamentación de la Internacional F. A. Board, asignándose tres puntos al equipo que resulte ganador, un punto a cada uno en caso de empate y cero puntos al perdedor.
  - Los dos primeros de cada zona clasificarán a la fase final para determinar al campeón.
  - Criterios de desempate
  - El orden de clasificación de los equipos al finalizar la primera fase, se determina en una tabla de cómputo general, de la siguiente manera:
    - 1) Mayor cantidad de puntos.
    - 2) Partidos que se enfrentaron entre sí; en caso de igualdad;
    - 3) Mayor diferencia de goles; en caso de igualdad;
    - 4) Mayor cantidad de goles a favor; en caso de igualdad;
    - 5) Sorteo.

- Fase final
  - Se desarrollará en tres rondas de eliminación directa, a partido único. Desde esta instancia, en caso de empate en los 90' reglamentarios se definirá con tiros desde el punto penal. Tanto el campeón como el subcampeón clasificarán al Torneo Provincial de Fútbol 2024.

Plazas entregadas:
Respecto a la clasificación al Torneo Regional Federal Amateur 2023-24, la Liga Catamarqueña otorgó 2 plazas: la primera al ganador del Torneo Anual, y la segunda al vencedor del Petit Torneo. En tanto que el vencedor y el finalista del Clausura se quedarán con las plazas para el Torneo Provincial.

## Equipos participantes
| Nombre del club                         | Ciudad                              | Departamento | Fundación                |
| --------------------------------------- | ----------------------------------- | ------------ | ------------------------ |
| Club Deportivo Américo Tesorieri        | San Fernando del Valle de Catamarca | Capital      | 13 de octubre de 1933    |
| Club Atlético Policial                  | San Fernando del Valle de Catamarca | Capital      | 31 de marzo de 1945      |
| Club Deportivo Chacarita                | San Fernando del Valle de Catamarca | Capital      | 19 de marzo de 1934      |
| Club Atlético Defensores del Norte      | San Fernando del Valle de Catamarca | Capital      | 25 de junio de 1937      |
| Club Atlético Estudiantes de La Tablada | San Fernando del Valle de Catamarca | Capital      | 1 de agosto de 1951      |
| Club Sportivo Ferrocarriles del Estado  | Chumbicha                           | Capayán      | 15 de septiembre de 1946 |
| Club Atlético Independiente             | San Fernando del Valle de Catamarca | Capital      | 28 de febrero de 1920    |
| Asociación Juventud Unida de Santa Rosa | San Fernando del Valle de Catamarca | Capital      | 23 de mayo de 1963       |
| Club Deportivo Salta Central            | San Fernando del Valle de Catamarca | Capital      | 12 de abril de 1984      |
| Club Atlético San Lorenzo de Alem       | San Fernando del Valle de Catamarca | Capital      | 20 de mayo de 1936       |
| Club Atlético Vélez Sarsfield           | San Fernando del Valle de Catamarca | Capital      | 12 de febrero de 1928    |
| Club Sportivo Villa Cubas               | San Fernando del Valle de Catamarca | Capital      | 25 de agosto de 1932     |

Equipos de Primera B que participaron en el Clausura:
| Nombre del club                                  | Ciudad                              | Departamento | Fundación               |
| ------------------------------------------------ | ----------------------------------- | ------------ | ----------------------- |
| Asociación Deportiva Social y Cultural Club Fiel | San Fernando del Valle de Catamarca | Capital      | 21 de abril de 2007     |
| Club Deportivo Valle Chico                       | San Fernando del Valle de Catamarca | Capital      | 22 de febrero de 2017   |
| Club Atlético Independiente                      | Huillapima                          | Capayán      | 17 de julio de 1993     |
| Club Atlético Liberal Argentino                  | San Fernando del Valle de Catamarca | Capital      | 13 de julio de 1963     |
| Club Social y Deportivo Parque Daza              | San Fernando del Valle de Catamarca | Capital      | 10 de diciembre de 1961 |
| Club Atlético Rivadavia                          | Huillapima                          | Capayán      | 9 de julio de 1923      |
| Club Atlético San Isidro                         | Colonia Nueva Coneta                | Capayán      | 26 de julio de 2016     |
| Club Sportivo y Cultural San Martín              | Chumbicha                           | Capayán      | 1 de noviembre de 1958  |
| Club Atlético Sarmiento                          | San Fernando del Valle de Catamarca | Capital      | 12 de junio de 1912     |

## Torneo Apertura
| Pos. | Equipo                       | Pts. | PJ | PG | PE | PP | GF | GC | Dif. |
| ---- | ---------------------------- | ---- | -- | -- | -- | -- | -- | -- | ---- |
| 1.º  | Ferrocarriles (Chumbicha)    | 26   | 11 | 8  | 2  | 1  | 17 | 5  | 12   |
| 2.º  | Atlético Policial            | 26   | 11 | 8  | 2  | 1  | 22 | 2  | 20   |
| 3.º  | San Lorenzo de Alem          | 25   | 11 | 8  | 1  | 2  | 35 | 5  | 30   |
| 4.º  | Independiente (Capital)      | 19   | 11 | 5  | 4  | 2  | 21 | 9  | 12   |
| 5.º  | Defensores del Norte         | 19   | 11 | 6  | 1  | 4  | 14 | 12 | 2    |
| 6.º  | Villa Cubas                  | 16   | 11 | 5  | 1  | 5  | 25 | 14 | 11   |
| 7.º  | Vélez Sarsfield              | 14   | 11 | 4  | 2  | 5  | 13 | 12 | 1    |
| 8.º  | Chacarita                    | 13   | 11 | 4  | 1  | 6  | 17 | 17 | 0    |
| 9.º  | Américo Tesorieri            | 13   | 11 | 4  | 1  | 6  | 21 | 19 | 2    |
| 10.º | Juventud Unida de Santa Rosa | 12   | 11 | 3  | 3  | 5  | 8  | 13 | −5   |
| 11.º | Salta Central                | 4    | 11 | 1  | 1  | 9  | 7  | 34 | −27  |
| 12.º | San Isidro (Nueva Coneta)    | 1    | 11 | 0  | 1  | 10 | 1  | 59 | −58  |

|  | Campeón. Clasificado al Torneo Regional Federal Amateur 2023-24. |
|  | Clasificados al Petit Torneo.                                    |
|  | Relegado a la Promoción.                                         |
|  | Descendió a la Primera B 2023-24.                                |

|                                                  |
| Club Sportivo Ferrocarriles del Estado 5° título |
| Campeón Torneo Apertura 2023                     |

## Petit Torneo
|  | Cuartos de final | Cuartos de final        | Cuartos de final |                         |       | Semifinales         | Semifinales      | Semifinales      |  |   | Final       | Final       | Final       |  |
|  | 7 al 9 de julio  | 7 al 9 de julio         | 7 al 9 de julio  |                         |       | 15 y 16 de julio    | 15 y 16 de julio | 15 y 16 de julio |  |   | 30 de julio | 30 de julio | 30 de julio |  |
|  |                  |                         |                  |                         |       |                     |                  |                  |  |   |             |             |             |  |
|  |                  |                         |                  |                         |       |                     |                  |                  |  |   |             |             |             |  |
|  | 2                | Atlético Policial       | 3                |                         |       |                     |                  |                  |  |   |             |             |             |  |
|  | 2                | Atlético Policial       | 3                |                         |       |                     |                  |                  |  |   |             |             |             |  |
|  | 9                | Américo Tesorieri       | 0                |                         |       |                     |                  |                  |  |   |             |             |             |  |
|  | 9                | Américo Tesorieri       | 0                |                         | 2     | Atlético Policial   | 0 (5)            |                  |  |   |             |             |             |  |
|  |                  |                         |                  |                         | 2     | Atlético Policial   | 0 (5)            |                  |  |   |             |             |             |  |
|  |                  |                         | 6                | Villa Cubas             | 0 (6) |                     |                  |                  |  |   |             |             |             |  |
|  | 5                | Defensores del Norte    | 6                | Villa Cubas             | 0 (6) | 2 (0)               |                  |                  |  |   |             |             |             |  |
|  | 5                | Defensores del Norte    |                  |                         |       |                     |                  |                  |  |   |             |             |             |  |
|  | 6                | Villa Cubas             | 2 (3)            |                         |       |                     |                  |                  |  |   |             |             |             |  |
|  | 6                | Villa Cubas             | 2 (3)            |                         |       |                     |                  |                  |  | 6 | Villa Cubas | 1           |             |  |
|  |                  |                         |                  |                         |       |                     |                  |                  |  | 6 | Villa Cubas | 1           |             |  |
|  |                  |                         | 3                | San Lorenzo de Alem     | 0     |                     |                  |                  |  |   |             |             |             |  |
|  | 3                | San Lorenzo de Alem     | 3                | San Lorenzo de Alem     | 0     | 1                   |                  |                  |  |   |             |             |             |  |
|  | 3                | San Lorenzo de Alem     |                  |                         |       |                     |                  |                  |  |   |             |             |             |  |
|  | 8                | Chacarita               | 0                |                         |       |                     |                  |                  |  |   |             |             |             |  |
|  | 8                | Chacarita               | 0                |                         | 3     | San Lorenzo de Alem | 3                |                  |  |   |             |             |             |  |
|  |                  |                         |                  |                         | 3     | San Lorenzo de Alem | 3                |                  |  |   |             |             |             |  |
|  |                  |                         | 4                | Independiente (Capital) | 0     |                     |                  |                  |  |   |             |             |             |  |
|  | 4                | Independiente (Capital) | 4                | Independiente (Capital) | 0     | 2                   |                  |                  |  |   |             |             |             |  |
|  | 4                | Independiente (Capital) |                  |                         |       |                     |                  |                  |  |   |             |             |             |  |
|  | 7                | Vélez Sarsfield         | 3                |                         |       |                     |                  |                  |  |   |             |             |             |  |
|  | 7                | Vélez Sarsfield         | 3                |                         |       |                     |                  |                  |  |   |             |             |             |  |
|  |                  |                         |                  |                         |       |                     |                  |                  |  |   |             |             |             |  |

|                                      |
| Club Sportivo Villa Cubas 29° título |
| Campeón Petit Torneo 2023            |

## Descenso

### Promoción
| 15 de julio, 14:00                           | Salta Central   | 1 - 0   | Club Fiel | Malvinas Argentinas, Catamarca |                          |
|                                              | Jairo Nieva 25' | Reporte |           | Árbitro(s): Jesús Aldeco       | Árbitro(s): Jesús Aldeco |
| Salta Central permanece en Primera División. |                 |         |           |                                |                          |

## Clausura

### Primera fase
Zona norte
| Pos. | Equipo                       | Pts. | PJ | PG | PE | PP | GF | GC | Dif. |
| ---- | ---------------------------- | ---- | -- | -- | -- | -- | -- | -- | ---- |
| 1.º  | Salta Central                | 18   | 8  | 6  | 0  | 2  | 23 | 10 | 13   |
| 2.º  | Defensores del Norte         | 14   | 8  | 4  | 2  | 2  | 12 | 7  | 5    |
| 3.º  | Américo Tesorieri            | 14   | 8  | 4  | 2  | 2  | 17 | 10 | 7    |
| 4.º  | Juventud Unida de Santa Rosa | 9    | 8  | 3  | 0  | 5  | 14 | 15 | −1   |
| 5.º  | Parque Daza                  | 2    | 8  | 0  | 2  | 6  | 3  | 27 | −24  |

|  | Los equipos que ocupen esta posición al finalizar la disputa clasificarán a la fase final. |

Zona este
| Pos. | Equipo                  | Pts. | PJ | PG | PE | PP | GF | GC | Dif. |
| ---- | ----------------------- | ---- | -- | -- | -- | -- | -- | -- | ---- |
| 1.º  | Independiente (Capital) | 17   | 8  | 5  | 2  | 1  | 9  | 6  | 3    |
| 2.º  | Sarmiento               | 14   | 8  | 4  | 2  | 2  | 12 | 4  | 8    |
| 3.º  | San Lorenzo de Alem     | 14   | 8  | 4  | 2  | 2  | 12 | 6  | 6    |
| 4.º  | Liberal Argentino       | 5    | 8  | 1  | 2  | 5  | 3  | 14 | −11  |
| 5.º  | Chacarita               | 4    | 8  | 0  | 4  | 4  | 2  | 8  | −6   |

|  | Los equipos que ocupen esta posición al finalizar la disputa clasificarán a la fase final. |

Zona oeste
| Pos. | Equipo                    | Pts. | PJ | PG | PE | PP | GF | GC | Dif. |
| ---- | ------------------------- | ---- | -- | -- | -- | -- | -- | -- | ---- |
| 1.º  | Vélez Sarsfield           | 20   | 10 | 6  | 3  | 1  | 15 | 9  | 6    |
| 2.º  | Atlético Policial         | 16   | 10 | 8  | 1  | 1  | 22 | 3  | 19   |
| 3.º  | Estudiantes de La Tablada | 14   | 10 | 4  | 2  | 4  | 9  | 14 | −5   |
| 4.º  | Deportivo Valle Chico     | 7    | 10 | 1  | 4  | 5  | 10 | 16 | −6   |
| 5.º  | Villa Cubas               | 3    | 10 | 4  | 3  | 3  | 15 | 11 | 4    |
| 6.º  | Club Fiel                 | 1    | 10 | 0  | 1  | 9  | 3  | 21 | −18  |

|  | Los equipos que ocupen esta posición al finalizar la disputa clasificarán a la fase final. |

Zona sur
| Pos. | Equipo                     | Pts. | PJ | PG | PE | PP | GF | GC | Dif. |
| ---- | -------------------------- | ---- | -- | -- | -- | -- | -- | -- | ---- |
| 1.º  | Ferrocarriles (Chumbicha)  | 22   | 8  | 7  | 1  | 0  | 26 | 4  | 22   |
| 2.º  | Rivadavia (Huillapima)     | 19   | 8  | 6  | 1  | 1  | 27 | 3  | 24   |
| 3.º  | Independiente (Huillapima) | 10   | 8  | 3  | 1  | 4  | 10 | 8  | 2    |
| 4.º  | San Martín (Chumbicha)     | 7    | 8  | 2  | 1  | 5  | 13 | 16 | −3   |
| 5.º  | San Isidro (Nueva Coneta)  | 0    | 8  | 0  | 0  | 8  | 3  | 48 | −45  |

|  | Los equipos que ocupen esta posición al finalizar la disputa clasificarán a la fase final. |

### Segunda fase
|  | Cuartos de final          | Cuartos de final          | Cuartos de final          |                           |                 | Semifinales     | Semifinales     | Semifinales     |  |                      | Final                | Final           | Final           |  |
|  | 9 y 10 de diciembre       | 9 y 10 de diciembre       | 9 y 10 de diciembre       |                           |                 | 13 de diciembre | 13 de diciembre | 13 de diciembre |  |                      | 20 de diciembre      | 20 de diciembre | 20 de diciembre |  |
|  |                           |                           |                           |                           |                 |                 |                 |                 |  |                      |                      |                 |                 |  |
|  |                           |                           |                           |                           |                 |                 |                 |                 |  |                      |                      |                 |                 |  |
|  | Salta Central             | Salta Central             | 2                         |                           |                 |                 |                 |                 |  |                      |                      |                 |                 |  |
|  | Salta Central             | Salta Central             | 2                         |                           |                 |                 |                 |                 |  |                      |                      |                 |                 |  |
|  | Sarmiento                 | Sarmiento                 | 3                         |                           |                 |                 |                 |                 |  |                      |                      |                 |                 |  |
|  | Sarmiento                 | Sarmiento                 | 3                         |                           | Sarmiento       | Sarmiento       | 0               |                 |  |                      |                      |                 |                 |  |
|  |                           |                           |                           |                           | Sarmiento       | Sarmiento       | 0               |                 |  |                      |                      |                 |                 |  |
|  |                           |                           | Defensores del Norte      | Defensores del Norte      | 2               |                 |                 |                 |  |                      |                      |                 |                 |  |
|  | Independiente (Capital)   | Independiente (Capital)   | Defensores del Norte      | Defensores del Norte      | 2               | 0               |                 |                 |  |                      |                      |                 |                 |  |
|  | Independiente (Capital)   | Independiente (Capital)   |                           |                           |                 |                 |                 |                 |  |                      |                      |                 |                 |  |
|  | Defensores del Norte      | Defensores del Norte      | 3                         |                           |                 |                 |                 |                 |  |                      |                      |                 |                 |  |
|  | Defensores del Norte      | Defensores del Norte      | 3                         |                           |                 |                 |                 |                 |  | Defensores del Norte | Defensores del Norte | 1               |                 |  |
|  |                           |                           |                           |                           |                 |                 |                 |                 |  | Defensores del Norte | Defensores del Norte | 1               |                 |  |
|  |                           |                           | Ferrocarriles (Chumbicha) | Ferrocarriles (Chumbicha) | 2               |                 |                 |                 |  |                      |                      |                 |                 |  |
|  | Vélez Sarsfield           | Vélez Sarsfield           | Ferrocarriles (Chumbicha) | Ferrocarriles (Chumbicha) | 2               | 3               |                 |                 |  |                      |                      |                 |                 |  |
|  | Vélez Sarsfield           | Vélez Sarsfield           |                           |                           |                 |                 |                 |                 |  |                      |                      |                 |                 |  |
|  | Rivadavia (Huillapima)    | Rivadavia (Huillapima)    | 1                         |                           |                 |                 |                 |                 |  |                      |                      |                 |                 |  |
|  | Rivadavia (Huillapima)    | Rivadavia (Huillapima)    | 1                         |                           | Vélez Sarsfield | Vélez Sarsfield | 0 (0)           |                 |  |                      |                      |                 |                 |  |
|  |                           |                           |                           |                           | Vélez Sarsfield | Vélez Sarsfield | 0 (0)           |                 |  |                      |                      |                 |                 |  |
|  |                           |                           | Ferrocarriles (Chumbicha) | Ferrocarriles (Chumbicha) | 0 (3)           |                 |                 |                 |  |                      |                      |                 |                 |  |
|  | Ferrocarriles (Chumbicha) | Ferrocarriles (Chumbicha) | Ferrocarriles (Chumbicha) | Ferrocarriles (Chumbicha) | 0 (3)           | 2 (3)           |                 |                 |  |                      |                      |                 |                 |  |
|  | Ferrocarriles (Chumbicha) | Ferrocarriles (Chumbicha) |                           |                           |                 |                 |                 |                 |  |                      |                      |                 |                 |  |
|  | Atlético Policial         | Atlético Policial         | 2 (2)                     |                           |                 |                 |                 |                 |  |                      |                      |                 |                 |  |
|  | Atlético Policial         | Atlético Policial         | 2 (2)                     |                           |                 |                 |                 |                 |  |                      |                      |                 |                 |  |
|  |                           |                           |                           |                           |                 |                 |                 |                 |  |                      |                      |                 |                 |  |

|                                                  |
| Club Sportivo Ferrocarriles del Estado 6° título |
| Campeón Torneo Clausura 2023                     |

## Resumen

### Campeones
| Torneo   | Equipo                                 | Título |
| -------- | -------------------------------------- | ------ |
| Apertura | Club Sportivo Ferrocarriles del Estado | 5.°    |
| Petit    | Club Sportivo Villa Cubas              | 29.°   |
| Clausura | Club Sportivo Ferrocarriles del Estado | 6.°    |

### Plazas entregados
| Cupo | Equipo                                 | Competición                             | Método de clasificación       |
| ---- | -------------------------------------- | --------------------------------------- | ----------------------------- |
| 1    | Club Sportivo Ferrocarriles del Estado | Torneo Regional Federal Amateur 2023-24 | Campeón del Torneo Anual      |
| 2    | Club Sportivo Villa Cubas              | Torneo Regional Federal Amateur 2023-24 | Campeón del Petit Torneo      |
| 3    | Club Sportivo Ferrocarriles del Estado | Torneo Provincial de Fútbol 2024        | Campeón del Torneo Clausura   |
| 4    | Club Atlético Defensores del Norte     | Torneo Provincial de Fútbol 2024        | Finalista del Torneo Clausura |
| -    | Club Atlético San Lorenzo de Alem      | Torneo Regional Federal Amateur 2023-24 | Invitación                    |

### Descensos
| Equipo                   | Método                         |
| ------------------------ | ------------------------------ |
| Club Atlético San Isidro | Último puesto del Torneo Anual |